# Eupithecia graphata
Eupithecia graphata är en fjärilsart som beskrevs av Treitschke 1828. Eupithecia graphata ingår i släktet Eupithecia och familjen mätare. Inga underarter finns listade i Catalogue of Life.